# Hiietse
Hiietse est un village de la commune de Märjamaa du Comté de Rapla en Estonie.